# Аккалинський сільський округ
Аккали́нський сільський округ (каз. Аққала ауылдық округі, рос. Аккалинский сельский округ) — адміністративна одиниця у складі Самарського району Східноказахстанської області Казахстану. Адміністративний центр — село Аккала.
Населення — 1088 осіб (2021; 1560 у 2009, 2125 у 1999, 2314 у 1989).
Станом на 1989 рік існувала Чкаловська сільська рада (села Біле, Жанажол, Караоткель, Койтас) колишнього Самарського району Семипалатинської області з центром у селі Біле. До 1998 року сільський округ називався Чкаловським, до 2017 року — Біленським.

## Склад
До складу округу входять такі населені пункти:
| Населений пункт | Старі назви | Населення, осіб (1989) | Населення, осіб (1999) | Населення, осіб (2009) | Населення, осіб (2021) |
| --------------- | ----------- | ---------------------- | ---------------------- | ---------------------- | ---------------------- |
| Аккала, село    | Біле        | 1309                   | 1136                   | 961                    | 738                    |
| Жанажол, село   | -           | 325                    | 331                    | 207                    | 140                    |
| Караткуль, село | Караоткель  | 456                    | 390                    | 202                    | 127                    |
| Койтас, село    | -           | 224                    | 268                    | 190                    | 83                     |